# Letestudoxa lanuginosa
Letestudoxa lanuginosa là loài thực vật có hoa thuộc họ Na. Loài này được Annick Le Thomas mô tả khoa học đầu tiên năm 1966.

## Phân bố
Loài này có ở Cộng hoà Congo, Gabon.